# Blaga Dimitrova
Pour les articles homonymes, voir Dimitrov.
Blaga Nikolova Dimitrova (en bulgare : Блага Димитрова), née le 2 janvier 1922 à Byala Slatina (Bulgarie) et morte le 2 mai 2003 à Sofia (Bulgarie), est une poétesse bulgare qui a été vice-présidente de la République de Bulgarie de 1992 à 1993, première femme à occuper cette fonction.

## Postérité
- L'astéroïde (4891) Blaga porte son nom.